# Колесницата на боговете
„Колесницата на боговете“ (английски превод на книгата/филма - на немски: Erinnerungen an die Zukunft: Ungelöste Rätsel der Vergangenheit) е книга, написана през 1968 г. от известния швейцарски писател Ерих фон Деникен и определяна като бестселър.  В България книгата и филма са известни с оригиналното си заглавие „Спомени от бъдещето“.

## Сюжет
В нея той излага своята теория, че Земята е посещавана от друга, по-развита космическа цивилизация в древността, което помага на древните шумери, вавилонци, египтяни, маи и други народи да загърбят първобитния и доста примитивен начин на живот и да отправят поглед напред към по-технологично съществуване и прогрес.
В книгата си Деникен описва още и историята на пророка Езекил от Библията, като според него храмът на Езекил е представлявал „гараж“, в който са се извършвали сложни ремонти на извънземните космически кораби, които са имали нужда от поправка и поддръжка след тежкото и дълго пътуване до нашата планета.